# پیتر اورزاگ

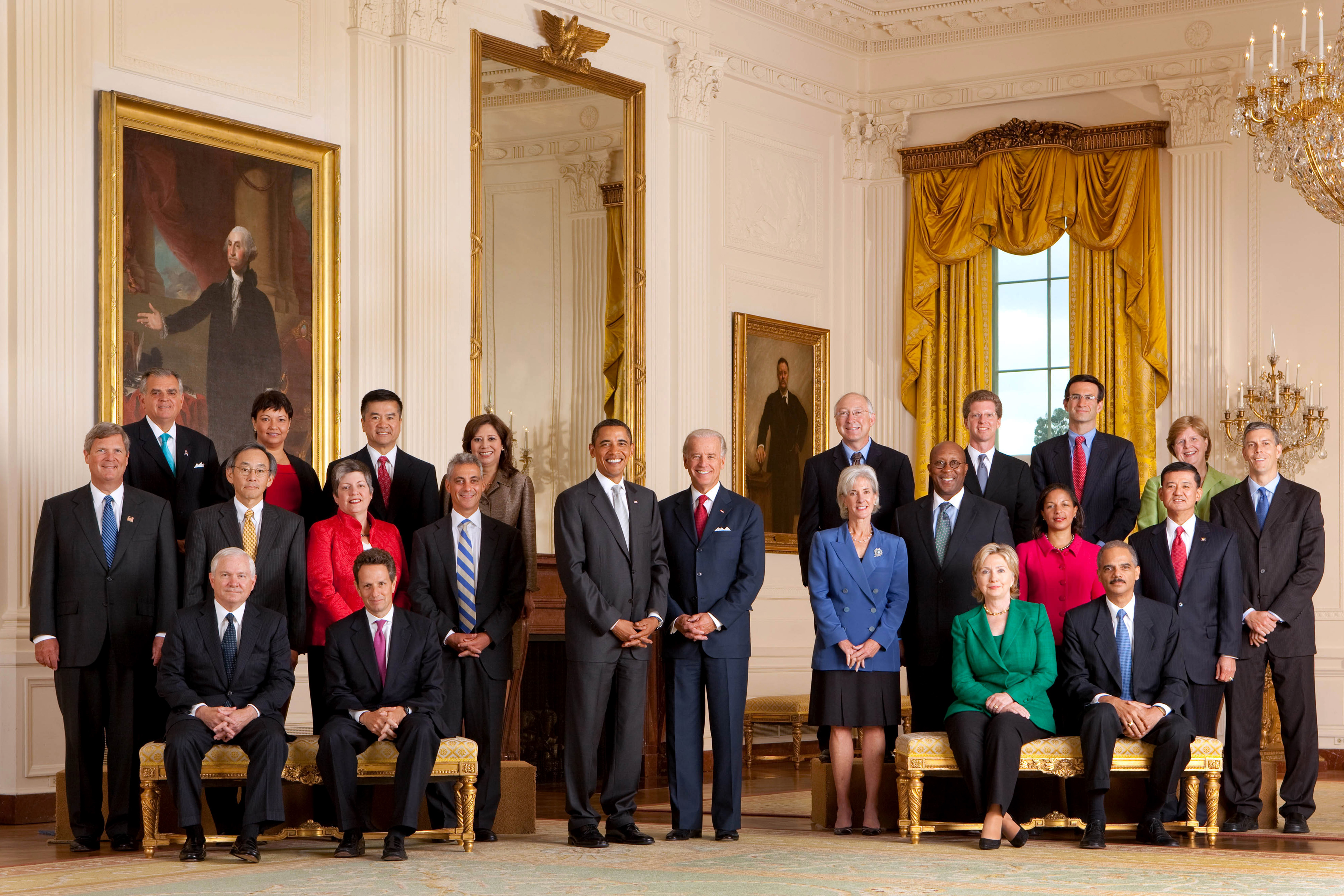
کابینه اول باراک اوباما، رئیس جمهوری آمریکا، در اتاق شرقی سال ۲۰۰۹ ردیف اول ایستاده از چپ به راست: ری لحود، لیسا جکسون، گری لاک، هیلدا سولیس، باراک اوباما، جو بایدن، کن سالازار، شان داناون، پیتر اورزاگ، کریستینا رومر، آرنی دانکن ردیف دوم ایستاده: تام ویلساک، استیون چو، جنت ناپالیتانو، رام امانوئل، کاتلین سیبیلیوس، ران کرک، سوزان رایس، اریک شینسکی ردیف سوم نشسته: رابرت گیتس، تیموتی گایتنر، هیلاری کلینتون، اریک هولدر

پیتر ریچارد اورزاگ (به انگلیسی: Peter R. Orszag) اقتصاددان و سیاست‌مدار یهودی آمریکایی.
او اکنون رئیس دفتر مدیریت و بودجه آمریکا است.
اورزاگ دارای دکترا در اقتصاد از دانشگاه لندن و کارشناسی همین رشته از دانشگاه پرینستون با معدل بیست (به لاتین: Summa Cum Laude) است.